# Adoption forcée
L'adoption forcée est une procédure légale où un enfant est retiré de force à ses parents pour être confié à l'adoption. Ce dispositif varie grandement selon les pays, et est mis en œuvre notamment lorsque le ou les parents s'avèrent incapables d'élever leur enfant. De nombreuses critiques ont blâmé le recours des États à cette procédure.

## Allemagne
Les pouvoirs administratifs dont bénéficie le Jugendamt, notamment dans le cas de divorces transationaux, ont abouti à des retraits d'enfants controversés,.

## Norvège
En Norvège, le Barnevernet ou Service de protection de l'enfance est chargé de cette procédure et est à l'origine de controverses médiatiques pour avoir retiré des enfants à leurs parents.

## Royaume-Uni
Dès la Révolution industrielle et la pauvreté massive qu'elle a entraîné, le Royaume-Uni a été confronté aux problèmes d'enfants délaissés. Ainsi, l'organisation caritative Barnardo's, fondée en 1866, a été accusée de s'emparer d'enfants par la force.

### Années 1950 à 1970
Des années 1950 aux années 1970, des dizaines de milliers de mères célibataires britanniques, ont subi des pressions pour confier leur enfant à l'adoption. Des prestations sociales qui leur auraient permis de les garder, leur ont été refusées.
Le gouvernement britannique a jusqu'ici refusé de formuler des excuses.
Bien que les lois dites Children Acts (1975 et 1989) et Adoption Act (1976), ait facilité aux enfants adoptés et leurs mères biologiques de preprendre contact, seule une partie ont pu le faire. 

### Situation actuelle
Au Royaume-Uni, les services sociaux appliquent cette procédure par le biais de la Local education authority (en). En 2007, la défaillance des services sociaux dans la mort d'un bébé de 17 mois, ainsi que la politique du premier ministre Tony Blair, visant à encourager l'adoption en augmentant la marge de manœuvre desdits services, font augmenter le nombre d'enfants concernés. Il s’élèverait en 2016 à plusieurs centaines d'enfants chaque année. Les parents sont alors déchus du droit parental. Une obligation de silence (Gag order) interdit à tous les acteurs de la procédure, y compris aux familles, de mentionner le nom des enfants concernés,. Les critiques les plus fréquentes sont l'invocation en très forte augmentation de l'abus émotionnel, et une application trop large de la prévention, faisant intervenir le retrait avant qu'un abus sur l'enfant soit constaté.

## Filmographie
- Ladybird, film de 1994 de Ken Loach ;
- Angleterre : le royaume des enfants perdus, documentaire d'Isabelle Cottenceau ;
- Les Enfants volés d'Angleterre ;
- Eksperimentet (en), film de 2010 sur l'expérience des petits danois.